# Rhyacia oreas
Rhyacia oreas là một loài bướm đêm trong họ Noctuidae.